# Okręg wyborczy nr 58 do Sejmu Polskiej Rzeczypospolitej Ludowej (1989–1991)
Okręg wyborczy nr 58 do Sejmu Polskiej Rzeczypospolitej Ludowej (1989–1991) obejmował Lubartów oraz gminy Abramów, Borki, Firlej, Garbów, Jeziorzany, Kamionka, Kock, Lubartów, Ludwin, Łęczna, Markuszów, Michów, Milejów, Niedźwiada, Niemce, Ostrów Lubelski, Ostrówek, Puchaczów, Serniki, Spiczyn, Trawniki i Uścimów (województwo lubelskie). W ówczesnym kształcie został utworzony w 1989. Wybieranych było w nim 2 posłów w systemie większościowym.
Siedzibą okręgowej komisji wyborczej był Lubartów.

## Wybory parlamentarne 1989

### Mandat nr 225 –Zjednoczone Stronnictwo Ludowe
| Kandydat | I tura | I tura | II tura | II tura |
| Kandydat | Głosów | %      | Głosów  | %       |
| --- | ------ | ------ | ------- | ------- |
| Elżbieta Wójtowicz                                                                                            | 18 054 | 29,03  | 7237    | 33,51   |
| Marian Starownik                                                                                              | 13 291 | 21,37  | 19 090  | 60,61   |
| Kazimierz Sysiak                                                                                              | 7073   | 11,37  | —       | —       |
| Liczba głosów ważnych: 62 200 (I tura) • 21 597 (II tura) Źródło: Państwowa Komisja Wyborcza I tura i II tura |        |        |         |         |

### Mandat nr 226 – bezpartyjny
| Kandydat                                                         | Głosów | %     |
| ---------------------------------------------------------------- | ------ | ----- |
| Janusz Rożek                                                     | 49 743 | 76,20 |
| Adam Grzesiuk                                                    | 7320   | 11,21 |
| Tomasz Gregorowicz                                               | 5970   | 9,15  |
| Liczba głosów ważnych: 65 278 Źródło: Państwowa Komisja Wyborcza |        |       |